# Општина Србац
Општина Србац је општина у Републици Српској, БиХ. Сједиште општине је насељеном мјесту Србац. По попису становништва 2013. у Босни и Херцеговини, а према коначним подацима за Републику Српску које је издао Републички завод за статистику, у општини Србац је живјело 16.933 лица.

## Насељена мјеста
Подручје општине Србац чине насељена мјеста:
Бајинци, Бардача, Брезовљани, Брусник, Влакница, Гај, Гламочани, Горња Лепеница, Горњи Кладари, Горњи Срђевићи, Доња Лепеница, Доњи Кладари, Доњи Срђевићи, Дуго Поље, Илићани, Инађол, Каоци, Кобаш, Корови, Кукуље, Лилић, Нова Вес, Нови Мартинац, Ножичко, Повелич, Пријебљези, Раковац, Разбој Љевчански, Разбој Жупски, Ресавац, Селиште, Сеферовци, Ситнеши, Ситнеши Мали, Србац, Србац Село, Стари Мартинац, Ћукали, Црнаја.
Општина Србац у цјелини је у саставу Републике Српске од њеног настанка 1992. године.

## Политичко уређење

### Општинска администрација
Начелник општине представља и заступа општину и врши извршну функцију у Српцу. Избор начелника се врши у складу са изборним Законом Републике Српске и изборним Законом БиХ. Општинску администрацију, поред начелника, чини и скупштина општине. Институционални центар општине Србац је насеље Србац, гдје су смјештени сви општински органи.
Начелник општине Србац је Млађан Драгосављевић испред Савеза независних социјалдемократа, који је на ту функцију ступио након локалних избора у Босни и Херцеговини 2016. године. Састав скупштине Општине Србац је приказан у табели.

## Национални састав
По службеном попису становништва из 1991. године, општина Србац је имала 21.840 становника, распоређених у 39 насељених места.
По попису становништва 2013. у Босни и Херцеговини, а према коначним подацима за Републику Српску које је издао Републички завод за статистику, у општини Србац је живјело 16.933 лица.
| Националност       | 2013.           | 1991.           | 1981.           | 1971.           |
| Срби               | 16.013 (94,57%) | 19.382 (88,74%) | 19.175 (85,84%) | 19.469 (91,72%) |
| Муслимани          | 394 (2,33%)     | 940 (4,30%)     | 800 (3,58%)     | 1.018 (4,79%)   |
| Хрвати             | 128 (0,75%)     | 140 (0,64%)     | 172 (0,77%)     | 203 (0,95%)     |
| Југословени        | –               | 811 (3,71%)     | 1.334 (5,97%)   | 34 (0,16%)      |
| остали и непознато | 398 (2,35%)     | 567 (2,59%)     | 855 (3,82%)     | 502 (2,36%)     |
| Укупно             | 16.933          | 21.840          | 22.336          | 21.226          |

Приказ кретања броја становника по насељеним мјестима између два пописа. Резултати по насељима за 2013. годину су коначни подаци за Републику Српску које је издао Републички завод за статистику.
|    | Насеље           | 1991 г. | 2013 г. |
| -- | ---------------- | ------- | ------- |
| 1  | Бајинци          | 900     | 621     |
| 2  | Бардача          | 269     | 195     |
| 3  | Брезовљани       | 292     | 267     |
| 4  | Брусник          | 176     | 86      |
| 5  | Влакница         | 247     | 133     |
| 6  | Гај              | 5       | 3       |
| 7  | Гламочани        | 615     | 559     |
| 8  | Горња Лепеница   | 351     | 240     |
| 9  | Горњи Кладари    | 392     | 316     |
| 10 | Горњи Срђевићи   | 608     | 455     |
| 11 | Доња Лепеница    | 537     | 326     |
| 12 | Доњи Кладари     | 222     | 172     |
| 13 | Доњи Срђевићи    | 393     | 302     |
| 14 | Дуго Поље        | 332     | 247     |
| 15 | Илићани          | 207     | 124     |
| 16 | Инађол           | 785     | 779     |
| 17 | Каоци            | 797     | 528     |
| 18 | Кобаш            | 1.014   | 509     |
| 19 | Корови           | 534     | 317     |
| 20 | Кукуље           | 950     | 842     |
| 21 | Лилић            | 315     | 199     |
| 22 | Нова Вес         | 377     | 243     |
| 23 | Нови Мартинац    | 15      | 13      |
| 24 | Ножичко          | 1.117   | 916     |
| 25 | Повелич          | 1.219   | 982     |
| 26 | Пријебљези       | 562     | 432     |
| 27 | Разбој Жупски    | 481     | 312     |
| 28 | Разбој Љевчански | 903     | 845     |
| 29 | Раковац          | 36      | 6       |
| 30 | Ресавац          | 242     | 196     |
| 31 | Селиште          | 134     | 81      |
| 32 | Сеферовци        | 307     | 238     |
| 33 | Ситнеши          | 1.207   | 871     |
| 34 | Ситнеши Мали     | 490     | 314     |
| 35 | Србац            | 3.043   | 2.707   |
| 36 | Србац Село       | 824     | 822     |
| 37 | Стари Мартинац   | 452     | 323     |
| 38 | Ћукали           | 380     | 308     |
| 39 | Црнаја           | 110     | 104     |

## Познате личности
- Сава Бундало, епископ марчански
- Угљеша Којадиновић, глумац